# 아그파포토
아그파포토(AgfaPhoto GmbH)는 아그파 게바트가 소비자 이미징 부서를 매각한 2004년에 만들어진 사진 회사다.아그파포토는 2005년에 파산하였다.
아그파(아그파포토의 전 모회사, 1964년 필름 제조사 게바트와 합병)는 필름, 인화용지, 카메라 등 소비자 지향의 사진 제품으로 수십년 동안 잘 알려진 회사다. 지주회사 아그파 홀딩 유한회사(AgfaPhoto Holding GmbH)에 의해 현재 여러 제품 브랜드가 여러회사에 라이선스되어 있다. 아그파포토 비스타 브랜드의 필름은 루푸스 이미징 & 미디어에 팔렸다.

## 아그파포토 홀딩 유한회사
아그파포토 홀딩 회사(AgfaPhoto Holding GmbH)는 독일 쾰른과 레버쿠젠에 본사를 두고 있으며, 소비자 이미징 분야에서 국제적 활동을 하고 있다.

## 같이 보기
- 아그파 디지털 카메라